# Ciudades de Luxemburgo

Ciudades del Gran Ducado de Luxemburgo destacadas sobre las otras comunas del país

Existen doce ciudades en Luxemburgo, según se define en los estatutos. A pesar de la condición de ciudades, no constituyen áreas urbanas como tal. Son similares a las comunas, pero con estatuto jurídico mayor. Existe una diferencia técnica entre los estatutos de comuna y ciudad, pero esto se limita a la práctica. Una diferencia es que los échevins de las ciudades son formalmente nombrados por el Gran Duque, mientras que los échevins de las comunas normales son formalmente nombrados por el Ministro del Interior.

## Historia
Históricamente, la condición de ciudad estaba condicionada a la posesión de una carta de ciudad, pero los derechos de ciudad están ahora regulados en los estatutos. En la era moderna, la condición de ciudad fue regulada por primera vez el 24 de febrero de 1843, cuando siete de las ocho ciudades que previamente poseían cartas de ciudad fueron reinstauradas como ciudades. Estas ciudades fueron (por el orden dado en el decreto): la Ciudad de Luxemburgo, Diekirch, Grevenmacher, Echternach, Wiltz, Vianden y Remich. (Clervaux fue la que no lo hizo).
Durante 60 años, ninguna otra ciudad fue añadida, pero el crecimiento demográfico de finales del siglo XIX hizo imposible no introducir cambios. Por tanto, el 29 de mayo de 1906, Esch-sur-Alzette fue proclamada ciudad;. Y siguiendo el ejemplo de Esch, las comunas de Differdange, Dudelange, Ettelbruck y Rumelange fueron proclamadas ciudad el 4 de agosto de 1907. A una zona de la (hoy extinta) comuna de Hollerich le fue otorgado el título de ciudad el 7 de abril de 1914, bajo el nombre de 'Hollerich-Bonnevoie'; condición de ciudad que se perdió cuando Hollerich se fusionó con la ciudad de Luxemburgo el 26 de marzo de 1920.
El último cambio en los estatutos de las ciudades de Luxemburgo fue la Loi communale du 13 décembre 1988. En el orden que se indica en la legislación (es decir, por orden alfabético, excepto la Ciudad de Luxemburgo colocada en primer lugar), las doce comunas con la condición de ciudad son: la ciudad de Luxemburgo, Diekirch, Differdange, Dudelange, Echternach, Esch-sur-Alzette, Ettelbruck, Grevenmacher, Remich, Rumelange, Vianden, and Wiltz.

## Lista de ciudades
|  | Nombre Nombre en luxemburgués  | Cantón           | Distrito     | Área (km²) | Población (2005) | Fecha de declaración como ciudad |
|  | ------------------------------ | ---------------- | ------------ | ---------- | ---------------- | -------------------------------- |
|  | Diekirch Dikrech               | Diekirch         | Diekirch     | 12,42      | 6165             | 24 de febrero de 1843            |
|  | Differdange Déifferdeng        | Esch-sur-Alzette | Luxemburgo   | 22,18      | 19005            | 4 de agosto de 1907              |
|  | Dudelange Diddeleng            | Esch-sur-Alzette | Luxemburgo   | 21,38      | 17618            | 4 de agosto de 1907              |
|  | Echternach Iechternach         | Echternach       | Grevenmacher | 20,49      | 4507             | 24 de febrero de 1843            |
|  | Esch-sur-Alzette Esch-Uelzecht | Esch-sur-Alzette | Luxemburgo   | 14,35      | 28000            | 29 de mayo de 1906               |
|  | Ettelbruck Ettelbréck          | Diekirch         | Diekirch     | 15,18      | 7364             | 4 de agosto de 1907              |
|  | Grevenmacher Gréiwemaacher     | Grevenmacher     | Grevenmacher | 16,48      | 3966             | 24 de febrero de 1843            |
|  | Luxemburgo (ciudad) Lëtzebuerg | Luxemburgo       | Luxemburgo   | 51,46      | 76420            | 24 de febrero de 1843            |
|  | Remich Réimech                 | Remich           | Grevenmacher | 5,29       | 2986             | 24 de febrero de 1843            |
|  | Rumelange Rëmeleng             | Esch-sur-Alzette | Luxemburgo   | 6,83       | 4495             | 4 de agosto de 1907              |
|  | Vianden Veianen                | Vianden          | Diekirch     | 9,67       | 1561             | 24 de febrero de 1843            |
|  | Wiltz Wolz                     | Wiltz            | Diekirch     | 19,37      | 4587             | 24 de febrero de 1843            |